# 삼성에버랜드 전환사채 저가 배정 사건
삼성 에버랜드 전환사채 헐값 배정 사건 또는 삼성 에버랜드 전환사채 편법 증여 사건은 세법상 평가이익이 12만 7750원에, 법원 재판 과정에서 주식으로 전환하면 예상되는 가격을 최소한으로 산정해도 주당 1만 4825원이 예상되었던 에버랜드 전환사채를 7700원에 발행하였으나 기존 주주였던 삼성 계열사들이 일제히 권리를 포기하고 3자 배정 방식으로 이재용이 1996년 12월 7700원에 배당받은 사건이다. 이는 삼성그룹 회장인 이건희가 아들인 이재용에게 경영권을 인계하여 에버랜드-삼성생명-삼성카드-삼성전자- 에버랜드로 이어지는 순환출자에 의한 그룹 지배를 확보하는데 있어 중요한 역할을 하였다. 이 사건으로 허태학, 박노빈 당시 삼성에버랜드 전·현직 사장들이 배임 혐의로 기소되어, 2심까지 유죄 판결이 선고되었고, 이후 삼성특검의 출범으로 이건희 회장 등도 동일 혐의로 기소되었으나 대법원에서 신영철 (법조인) 1명 때문에 무죄 취지로 파기하며 무죄가 확정되었다. 이와 별개로 이건희 등 제일모직 이사들을 상대로 소액주주들이 낸 소송은 2011년 2월 민사 재판에서 배임을 인정하여 제일모직에 130억원을 배상하라는 판결이 나왔다. 이는 2012년 8월 고등법원 판결에 대해 이건희 회장이 상고를 포기하면서 확정되었다.
같은 날 있었던 대법원 형사2부는 삼성SDS의 신주인수권부사채(BW)를 헐값으로 발행하면서 이건희 전 회장이 자녀 등에게 최대지분을 사도록 해 회사에 1,540억원의 손실을 입힌 혐의에 대해서는 "제3자에게 인수권을 부여하는 제3자 배정의 방법으로 신주 등을 발행하면서 시가보다 현저하게 낮은 가액으로 신주 등을 발행하는 경우에는 회사법상 공정한 발행가액과 실제 발행가액과의 차액에 발행주식수를 곱하여 산출된 액수만큼 회사가 손해를 입은 것으로 봐야 한다"며 "따라서 이와 같이 현저하게 불공정한 가액으로 제3자에게 신주 등을 발행하는 행위는 이사의 임무위배행위에 해당하는 것으로서 그로 인해 회사에 공정한 발행가액과의 차액에 상당하는 자금을 취득하지 못하게 되는 손해를 입힌 이상 이사에 대하여 배임죄의 죄책을 물을 수 있다"고 판시하면서 무죄를 선고한 원심을 파기환송했다.

## 사건 일지[4][5][6]
- 1995년 삼성그룹 이건희 회장은 외아들 이재용에게 60억 8,000만원을 증여. 이재용은 삼성그룹 비상장 계열사인 에스원의 주식 12만여 주를 23억원에 삼성엔지니어링 주식 47만주를 19억원에 매입. 얼마 후 두 회사를 상장시켜 보유 주식을 605억원에 매각하여 시세 차익 563억원 남김. 이 자금은 이재용이 에버랜드 전환사채를 저가로 구입하는 데 사용됨. 이재용 증여세 16억원 납부.[7]
- 1996년 10월 30일 에버랜드 이사회는 주당 8만 5천원대인 에버랜드 전환사채를 주당 7,700원에 125만 4천여주(96억원) 발행 결의. 이는 자사 지분 62.5%에 해당.
- 1996년 12월 3일 이건희 회장 등 개인 주주와 삼성전자, 제일모직, 중앙일보, 삼성물산 등 법인 주주들이 주주 배정을 포기한 뒤 에버랜드 이사회는 이재용 남매에게 실권주 125만 4천주 배정. 이 전무는 에버랜드 전환사채를 사들인 뒤 주식으로 교환해 에버랜드의 최대 주주 등극.
- 1998년 에버랜드는 삼성 계열사의 지배권을 가지고 있는 비상장사 삼성생명의 주식을 9천원에 구입하면서 삼성그룹의 지주회사격이 됨. 이건희 회장은 같은 삼성생명 주식을 6개월 뒤 사재출연하면서 주당 70만원이라고 주장.
- 2000년 6월 29일 법학교수 43명, 이건희 회장 등 33명 특정경제가중처벌법과 형법 356조 업무상 배임 혐의로 고발.
- 2003년 12월 1일 서울중앙지검, 공소시효 만료를 하루 앞두고 여론에 떠밀려 허태학, 박노빈 전·현직 에버랜드 사장 특경가법 업무상 배임으로 불구속 기소. 헐값 발행을 공모하거나 지시한 증거가 없다는 이유로 이건희 전 회장은 조사안함
- 2004년 3월 22일 서울중앙지법 형사합의25부 첫 공판
- 2004년 8월 10일 사건을 특수2부(부장 남기춘)에서 금융조사부로 이관함.
- 2005년 1월 10일 허태학 징역5년  박노빈 징역 3년 구형
- 2005년 2월 14일 서울중앙지법, '사실관계 추가 심리 필요' 이유로 선고 연기 후 심리 재개
- 2005년 2월 19일 대법원 정기인사 새 재판장 부임
- 2005년 10월 4일 서울중앙지법, 허태학 징역3년 집행유예 5년, 박노빈 징역 2년 집행유예 3년 선고
- 2006년 1월 13일 서울고법 담당 재판부 재판장 사직
- 2006년 2월 10일 대법원 정기인사 새 재판부 부임
- 2006년 2월 10일 서울고법, 검찰에 '공모 혐의 더 입증하라'며 석명 요구
- 2006년 6월 28일 대법원 고위법관 인사 새 재판장 부임
- 2006년 8월 10일 서울중앙지검, 홍석현 전 중앙일보 사장 비공개 소환 조사
- 2007년 1월 18일 선고 연기 및 변론 재개
- 2007년 5월 29일 항소심, 허태학, 박노빈 각각 징역 3년 집행유예 5년 벌금 30억 원 선고
- 2007년 5월 20일 삼성측, 대법원에 상고
- 2007년 6월 5일 검찰, 대법원에 상고
- 2007년 10월 29일 삼성 변호사 출신 김용철 삼성그룹 비자금 폭로 "삼성을 말한다"
- 2007년 11월 6일 참여연대와민변이 이건희 등 검찰에 고발
- 2008년 1월 10일 삼성그룹 비자금에 대한 조준웅 특검 출범
- 2008년 4월 17일 특검 결과 발표,  이건희 회장 등 조세포탈죄와배임죄 혐의로 불구속 기소
- 2008년 7월 16일 서울중앙지법 이건희 회장 징역3년 집행유예5년 벌금1100억원 선고
- 2008년 10월 10일 항소심 선고
- 2008년 10월 20일 대법원 1부 배당
- 2009년 2월 18일 대법원 소부 개편 2부( 주심 김지형 대법관) 배당
- 2009년 5월 29일 대법원 전원합의체, 삼성 에버랜드 전환사채 저가 배정에 대해 5:5 양승태 대법원장의 판단으로 유죄를 파기하고 무죄 선고[8]했으나 삼성SDS 신주인수권부사채 헐값은 무죄 파기하고 유죄 취지로 환송

## 대법원 전원합의체
김지형(형사2부 2008도9436사건 주심·박일환·차한성·양창수·신영철 대법관은 다수의견을 통해 "주주배정으로 전환사채를 발행하는 경우에는 제3자 배정에 의한 경우와는 달리 전환가액을 반드시 시가를 고려한 적정한 가액으로 하지 않더라도 이사로서의 임무위배가 있다고 볼 수 없다"며 "회사가 주주들에게 지분비율에 따라 전환사채를 우선적으로 인수할 기회를 부여했다면 이는 주주배정의 방법으로 전환사채를 발행한 것"이라고 밝혔다. 이들은 이어 "단일한 기회에 발행되는 전환사채의 발행조건은 동일해야 하므로, 이 사건 전환사채를 이재용 등 4인에게 배정한 것은 인수권을 부여받은 기존주주들 스스로가 인수청약을 하지 않음에 따라 이루어진 것으로써 그 전환가액이 시가보다 낮다고 하더라도 이사로서의 임무위배나 회사에 손해가 발생하였다고 볼 수 없어 업무상 배임죄가 성립하지 않는다"고 했다.
김영란(전원합의체 2007도4949 사건 재판장•선임 대법관)·박시환·이홍훈·김능환(전원합의체 2007도4949 사건 주심)·전수안 대법관은 반대의견을 통해 "다수의견은 실권주의 발생은 주주가 신주인수권을 포기한 결과이므로 그 실권주를 제3자에게 배정하는 것은 주주배정방식에 의한 신주발행의 후속조치에 불과하고 따라서 그 실권주에 대하여 당초에 정한 발행가액을 그대로 유지하여도 무방하다는 취지인데, 이는 지나친 형식논리"라고 지적하면서 "주주배정방식으로 발행되는 것을 전제로 해 신주 등의 발행가액을 시가보다 현저히 저가로 발행한 경우에, 그 신주 등의 상당부분이 주주에 의해 인수되지 않고 실권되는 것과 같은 특별한 사정이 있는 때에는, 이사로서는 대량으로 발생한 실권주의 발행을 중단하고 추후 그 부분에 관해 새로이 제3자 배정방식에 의한 발행을 모색할 의무가 있다고 봐야 한다"고 했다.
하지만 캐스팅보트를 쥔 양승태 대법관은 "주주배정방식이든 제3자 배정방식이든 회사가 신주 등을 발행해 자금을 조달했다면 이사로서는 회사에 대한 관계에서 그 임무를 다한 것이고, 그 과정에서 발행조건으로 인해 주주에게 불이익이나 손해가 발생하더라도 회사에 대한 임무위배가 없는 한 이사를 배임죄로 처벌할 수는 없다"면서 "다수의견이나 반대의견 모두 회사의 이익과 주주의 이익을 혼동하고 이사의 임무범위를 부당히 확대하는 것으로서 찬동할 수 없지만 배임죄를 부정한 다수의견의 결론이 옳다"고 밝혔다.(대법원2008도9436)

## 주임 검사 할당 현황
- 조정환  2000년 6월 30일 ~ 2000년 7월 25일
- 신용간  2000년 7월 26일 ~ 2000년 8월 21일
- 변찬우  2000년 8월 22일 ~ 2001년 2월 18일
- 이진우 2001년 2월 19일 ~ 2002년 2월 17일
- 이정만 2002년 2월 18일 ~ 2003년 2월 17일
- 박용주 2003년 2월 27일 ~ 2004년 2월 24일
- 이천세 2004년 2월 25일 ~ 2004년 6월 15일
- 임수빈 2004년 6월 14일 ~ 2005년 4월 24일
- 허철호  2005년 4월 25일 ~ 2006년 6월 19일
- 이원석  2006년 6월 20일 ~ 2007년 2월 27일
- 박성재  2007년 2월 27일 ~ 2007년 3월 7일
- 강찬우 2007년 3월 8일 ~

## 비판
국회의원 노회찬은 “이종백 현 서울고검장은 2004년 6월 1일 서울지검장으로 부임한 지 16일 만에 에버랜드 사건 수사전담부서를 ‘특수2부’에서 ‘금융조사부’로 바꿔버렸다. 2003년 12월 1일 박노빈․허태학을 기소한 특수2부(부장검사 채동욱)는 주범인 이건희 삼성 회장으로 수사망을 좁혀가고 있었는데, 의욕적인 수사를 펼치고 있는 수사팀을 아예 교체해 버리는 것은 도저히 납득할 수 없는 일”이라고 주장했다. 일부에서는 불법 대선자금 수사에서 이학수의 구속을 주장했던 남기춘이 특수2부장으로 부임했기 때문에 수사팀이 교체된 것이라고 말했다.
삼성그룹 법무팀의 팀장을 맡았던(1997년부터 2004년 8월까지 삼성 재직) 김용철의 폭로에 의하면 이 사건의 주임검사중의 하나가 어린이날에 가족을 모두 데리고 에버랜드에서 접대를 받았다고 주장한 바 있다.